# Emiliano Velázquez
Emiliano Daniel Velázquez Maldonado (1994. április 30. –) uruguayi labdarúgó, a spanyol Rayo Vallecano hátvédje.